# Biathlon aux Jeux olympiques de 2018 – Relais hommes
Navigation
Sotchi 2014 Pékin 2022
L'épreuve masculine du relais 4 x 7,5 km biathlon aux Jeux olympiques de 2018 a lieu le 23 février 2018 au Centre de biathlon et de ski de fond d'Alpensia à 20 h 15. L'épreuve, dont les conditions de tir se sont dégradées après le premier relais, a été remportée pour la première fois par l'équipe de Suède, qui devance les favoris norvégiens et allemands. Avec seulement sept pioches, la Suède est la seule équipe à n'avoir pas tourné sur l'anneau de pénalité.

## Médaillés
| Or                                                                      | Argent                                                                          | Bronze                                                         |
| Suède Peppe Femling Jesper Nelin Sebastian Samuelsson Fredrik Lindström | Norvège Lars Helge Birkeland Tarjei Bø Johannes Thingnes Bø Emil Hegle Svendsen | Allemagne Erik Lesser Benedikt Doll Arnd Peiffer Simon Schempp |

## Résultats
| Rang                                | Dossard | Pays                                                                            | Pénalités (Tours+Pioches)                | Temps                                                                     | Retard         |
| ----------------------------------- | ------- | ------------------------------------------------------------------------------- | ---------------------------------------- | ------------------------------------------------------------------------- | -------------- |
| Médaille d'or, Jeux olympiques      | 3       | Suède Peppe Femling Jesper Nelin Sebastian Samuelsson Fredrik Lindström         | 0+2 0+5 0+0 0+1 0+1 0+3 0+1 0+0 0+0 0+1  | 1 h 15 min 16 s 5 18 min 50 s 9 18 min 59 s 9 18 min 31 s 5 18 min 54 s 2 |                |
| Médaille d'argent, Jeux olympiques  | 1       | Norvège Lars Helge Birkeland Tarjei Bø Johannes Thingnes Bø Emil Hegle Svendsen | 0+4 1+8 0+1 0+1 0+3 0+3 0+0 0+1 0+0 1+3  | 1 h 16 min 12 s 0 18 min 48 s 1 19 min 17 s 5 18 min 16 s 3 19 min 50 s 1 | + 55 s 5       |
| Médaille de bronze, Jeux olympiques | 4       | Allemagne Erik Lesser Benedikt Doll Arnd Peiffer Simon Schempp                  | 0+3 3+7 0+0 0+1 0+0 2+3 0+0 0+0 0+3 1+3  | 1 h 17 min 23 s 6 18 min 23 s 6 19 min 48 s 2 18 min 23 s 8 20 min 48 s 0 | + 2 min 7 s 1  |
| 4                                   | 8       | Autriche Tobias Eberhard Simon Eder Julian Eberhard Dominik Landertinger        | 0+2 2+9 0+1 0+2 0+0 0+1 0+1 2+3 0+0 0+3  | 1 h 18 min 9 s 0 19 min 3 s 6 18 min 47 s 4 19 min 53 s 9 20 min 24 s 1   | + 2 min 52 s 5 |
| 5                                   | 2       | France Simon Desthieux Émilien Jacquelin Martin Fourcade Antonin Guigonnat      | 0+4 3+8 0+2 2+3 0+0 0+1 0+1 1+3 0+1 0+1  | 1 h 18 min 43 s 1 20 min 12 s 1 19 min 6 s 0 20 min 1 s 2 19 min 23 s 8   | + 3 min 26 s 6 |
| 6                                   | 17      | États-Unis Lowell Bailey Sean Doherty Tim Burke Leif Nordgren                   | 2+6 0+8 0+2 0+2 0+1 0+0 0+0 0+3 2+3 0+3  | 1 h 19 min 6 s 7 19 min 14 s 2 19 min 14 s 0 19 min 32 s 5 21 min 6 s 0   | + 3 min 50 s 2 |
| 7                                   | 11      | République tchèque Ondřej Moravec Michal Šlesingr Jaroslav Soukup Michal Krčmář | 0+4 2+9 0+0 0+3 0+1 0+0 0+1 1+3 0+2 1+3  | 1 h 19 min 23 s 6 18 min 51 s 4 19 min 55 s 8 21 min 2 s 4 20 min 16 s 4  | + 4 min 7 s 1  |
| 8                                   | 16      | Biélorussie Anton Smolski Raman Yaliotnau Sergey Bocharnikov Vladimir Chepelin  | 2+6 1+6 0+0 0+1 0+1 1+3 2+3 0+1 0+2 0+1  | 1 h 20 min 6 s 0 18 min 51 s 4 19 min 55 s 8 21 min 2 s 4 20 min 16 s 4   | + 4 min 49 s 5 |
| 9                                   | 9       | Ukraine Artem Pryma Serhiy Semenov Vladimir Semakov Dmytro Pidruchnyi           | 0+0 2+9 0+0 0+0 0+0 0+3 0+0 1+3          | 1 h 20 min 17 s 3 18 min 47 s 5 20 min 19 s 4 20 min 55 s 7 20 min 14 s 7 | + 5 min 0 s 8  |
| 10                                  | 10      | Slovénie Miha Dovžan Klemen Bauer Mitja Drinovec Lenart Oblak                   | 0+5 1+5 0+0 0+2 0+1 1+3 0+3 0+0 0+1 0+0  | 1 h 20 min 17 s 3 19 min 33 s 5 19 min 44 s 1 20 min 23 s 1 20 min 36 s 6 | + 5 min 0 s 8  |
| 11                                  | 12      | Canada Christian Gow Scott Gow Macx Davies Brendan Green                        | 0+4 1+7 0+0 0+3 0+0 0+0 0+3 1+3 0+1 0+1  | 1 h 20 min 56 s 8 19 min 11 s 8 19 min 23 s 3 22 min 16 s 0 20 min 5 s 7  | + 5 min 40 s 3 |
| 12                                  | 5       | Italie Thomas Bormolini Lukas Hofer Giuseppe Montello Dominik Windisch          | 1+5 3+11 0+1 0+3 0+1 0+2 0+0 1+3 1+3 2+3 | 1 h 21 min 35 s 6 20 min 3 s 80 19 min 0 s 7 20 min 37 s 5 21 min 53 s 6  | + 6 min 19 s 1 |
| 13                                  | 13      | Estonie Rene Zahkna Kalev Ermits Roland Lessing Kauri Kõiv                      | 1+5 2+10 0+2 0+2 0+0 1+3 1+3 0+2 0+0 1+3 | 1 h 22 min 51 s 1 19 min 32 s 7 20 min 5 s 6 21 min 12 s 2 21 min 35 s 9  | + 7 min 9 s 9  |
| 14                                  | 18      | Roumanie George Buta Remus Faur Gheorghe Pop Cornel Puchianu                    | 0+1 2+7 0+0 0+1 0+0 0+2 0+1 0+1 0+0 2+3  | 1 h 22 min 51 s 1 20 min 32 s 7 20 min 16 s 9 20 min 25 s 6 21 min 35 s 9 | + 7 min 34 s 6 |
| 15                                  | 6       | Suisse Serafin Wiestner Benjamin Weger Jeremy Finello Mario Dolder              | 2+8 3+11 2+3 0+3 0+3 0+2 0+2 0+3 0+0 3+3 | 1 h 23 min 6 s 1 21 min 30 s 0 19 min 17 s 2 20 min 22 s 6 21 min 56 s 3  | + 7 min 49 s 6 |
| 16                                  | 7       | Bulgarie Krasimir Anev Anton Sinapov Dimitar Gerdzhikov Vladimir Iliev          | 1+5 2+8 0+0 1+3 0+2 0+2 1+3 1+3 —        | LAP 19 min 59 s 9 19 min 52 s 2 —                                         | —              |
| 17                                  | 14      | Kazakhstan Maxim Braun Vassiliy Podkorytov Vladislav Vitenko Roman Yeremin      | 0+5 2+5 0+0 0+1 0+3 0+1 0+2 2+3 —        | LAP 20 min 13 s 2 20 min 55 s 7 —                                         | —              |
| 18                                  | 15      | Slovaquie Matej Kazár Tomáš Hasilla Šimon Bartko Martin Otčenáš                 | 4+6 1+5 0+0 0+0 0+3 1+3 4+3 0+2 —        | LAP 18 min 42 s 0 22 min 4 s 0 —                                          | —              |